# 里卡多·阿霍纳

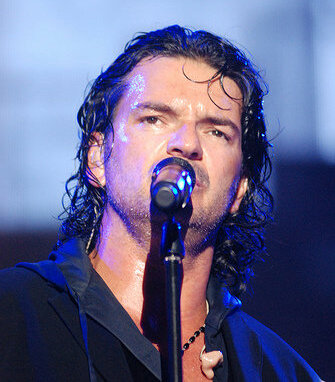
里卡多·阿霍纳

埃德加·里卡多·阿霍纳·莫拉莱斯（Edgar Ricardo Arjona Morales，1964年1月19日—）是一位危地马拉歌手和词曲作家，其唱片销量超过2000万张。 他的作品为他赢得一项格莱美奖、一项拉丁格莱美奖。